# Strandroggen
Der Strandroggen (Leymus arenarius), auch Blauer Helm genannt, ist eine Pflanzenart aus der Gattung Leymus in der Familie der Süßgräser (Poaceae). Er wird häufig zur Befestigung von Dünen angepflanzt, dazu werden meist Rhizomteile verwendet.

## Beschreibung

### Vegetative Merkmale

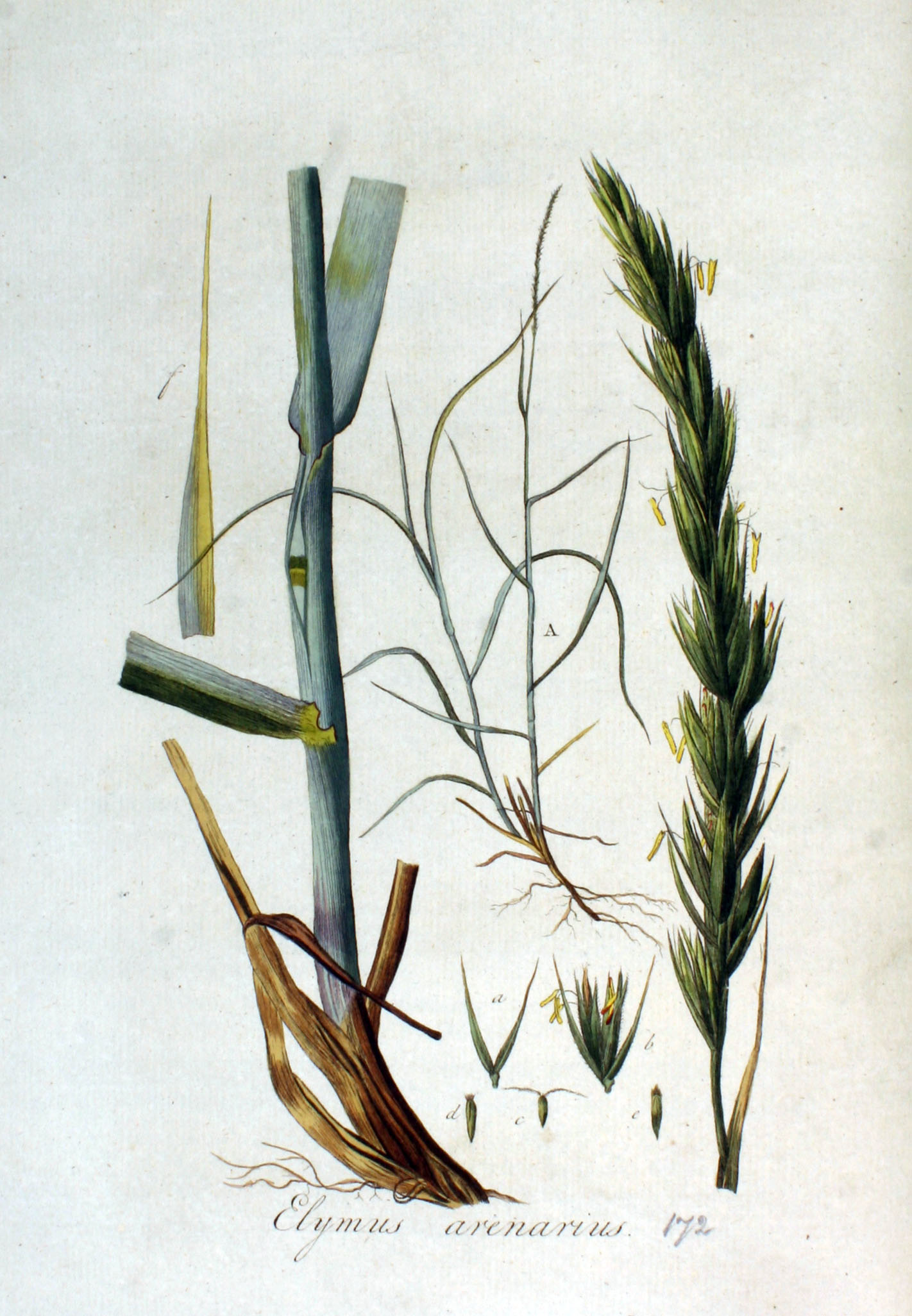
Illustration aus Flora Batava, Band 3

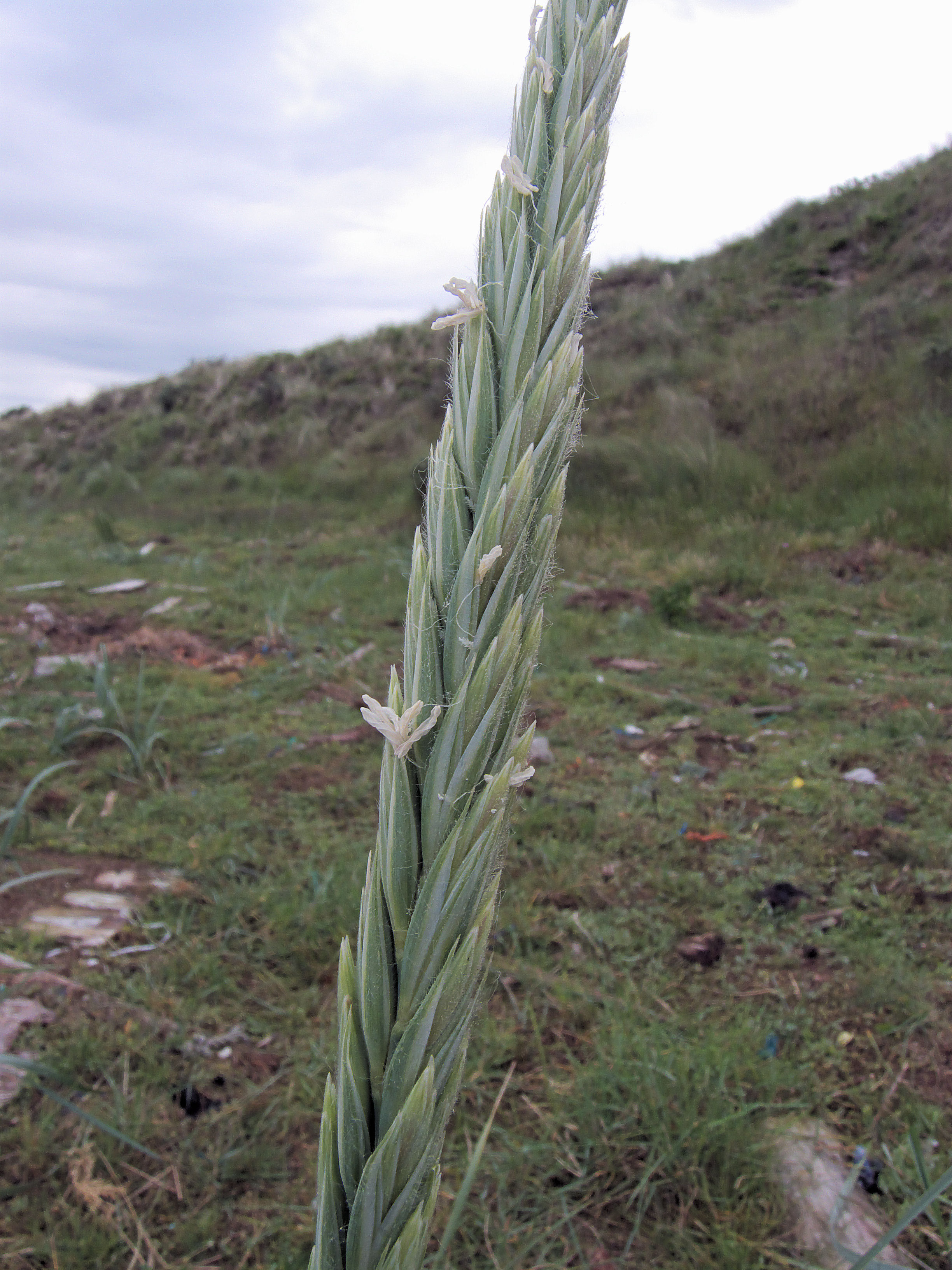
Ausschnitt eines Blütenstandes

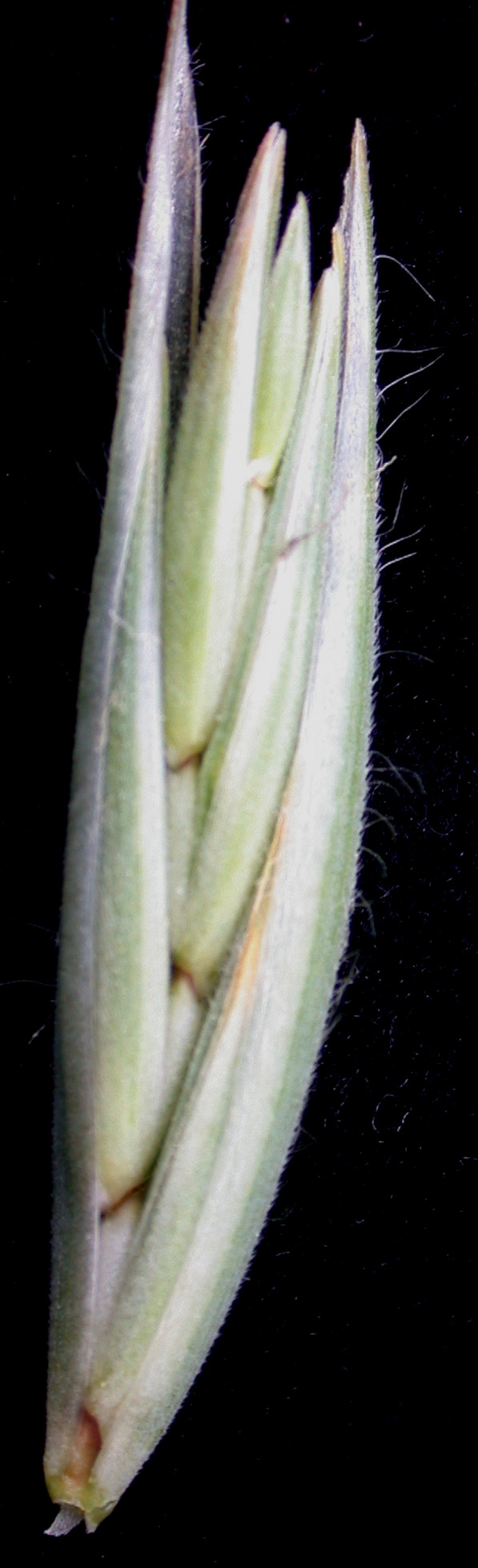
Ährchen

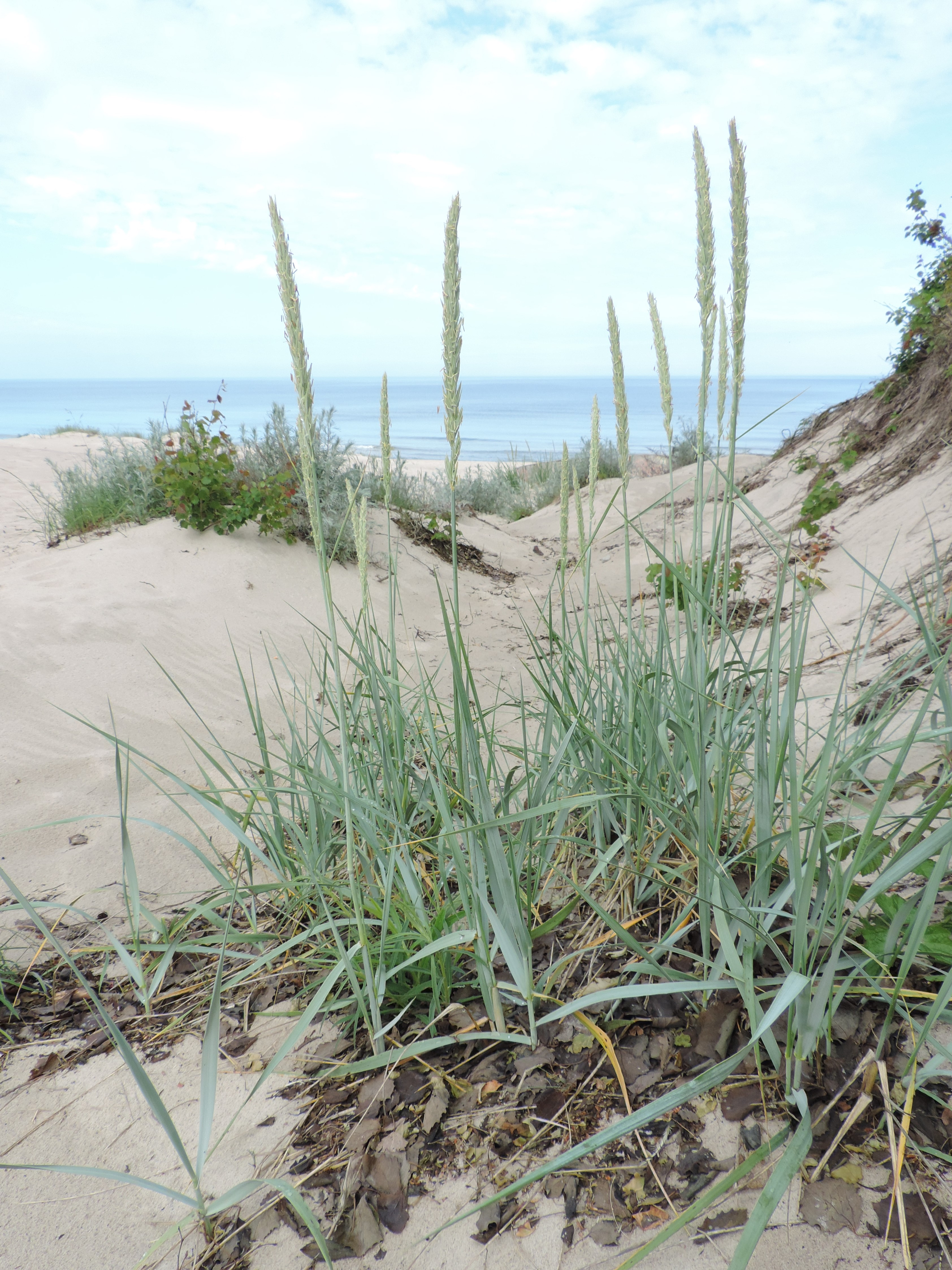
Strandroggen an der Ostsee

Der Strandroggen ist eine ausdauernde krautige Pflanze und bildet große, graugrün bis blaugrau gefärbte Horste mit langen unterirdischen Ausläufern sowie vielen Erneuerungssprossen. Diese wachsen manchmal innerhalb der untersten Blattscheiden hoch, meist durchbrechen sie die Blattscheiden aber mit ihren Knospen. Die Halme werden 60 bis 120, selten auch bis 200 cm hoch, sind aufrecht und kahl. Die Blattscheiden sind gerieft, kahl und bis zum Grund offen. Das Blatthäutchen ist ein häutiger Saum von bis einem Millimeter Länge. Die Blattspreiten sind 20 bis 60 cm lang und 8 bis 12, selten bis 20 mm breit. Sie sind flach ausgebreitet, bei Trockenheit auch zusammengerollt. In Knospenlage sind sie gerollt. Die Blätter sind steif und stechend, an der Oberseite stehen auf den Rippen etliche Reihen langer Stachelhaare, wodurch die Oberfläche rau erscheint. Die Unterseite ist glatt. Das Blatt besitzt zwei sichelförmige, kahle Öhrchen, die oft aufwärtsgebogen sind.

### Generative Merkmale
Der Blütenstand ist eine 15 bis 30 cm lange, dichte und aufrechte Ähre. Die Ährchen sind ungestielt und stehen meist zu zweit an der Ährenspindel, in der Mitte der Ähre auch zu dritt. Die Ährchen enthalten drei bis vier (selten sechs) Blüten und sind 20 bis 30 mm lang. Die Hüllspelzen sind gleichartig, dreinervig, 20 bis 30 mm lang, von lanzettlicher, zugespitzter Form. Sie sind derbhäutig und haben einen Kiel, der zerstreut bewimpert ist. Die Deckspelzen besitzen sieben Nerven, sind 15 bis 25 mm lang, wobei die oberen kürzer sind als die unteren. Ihre Form ist spitz breit-lanzettlich, sie sind derbhäutig und dicht kurz behaart. Die Vorspelzen sind zweinervig und so lang wie die Deckspelzen. Sie sind lanzettlich und auf den Kielen kurz behaart. Die Staubbeutel sind 7 bis 8 mm lang. Die Blütezeit reicht von Juni bis August.
Die Karyopsen sind 6 bis 8 mm lang und am oberen Ende behaart. Sie sind mit Deck- und Vorspelze verwachsen. Zur Reifezeit zerfallen die Ährchen über den Hüllspelzen und zwischen den Blütchen, die Hüllspelzen bleiben stehen.
Die Chromosomenzahl beträgt 2n = 56.

## Ökologie
Der Strandroggen ist ein Rhizom-Geophyt und ein durch Wachsüberzug blaugrünes, sehr derbes, lange Ausläufer bildende Gras. Vegetative Vermehrung erfolgt reichlich durch die bis zu mehrere Meter langen Ausläufer. Die steifen, stechenden, eingerollten Blätter sind ausgeprägt an Trockenheit angepasst, also xeromorph; ihre Derbheit verhindert auch, dass sie durch Huftiere abgefressen werden.
Die Bestäubung erfolgt durch den Wind.
Diasporen (Ausbreitungseinheit) sind die von den bleibenden Spelzen umhüllten Karyopsen. Sie breiten sich als Regenschwemmling aus, oder sie unterliegen der Schwimmausbreitung im Meer; daneben erfolgt Bearbeitungsausbreitung durch Vögel und Windausbreitung.

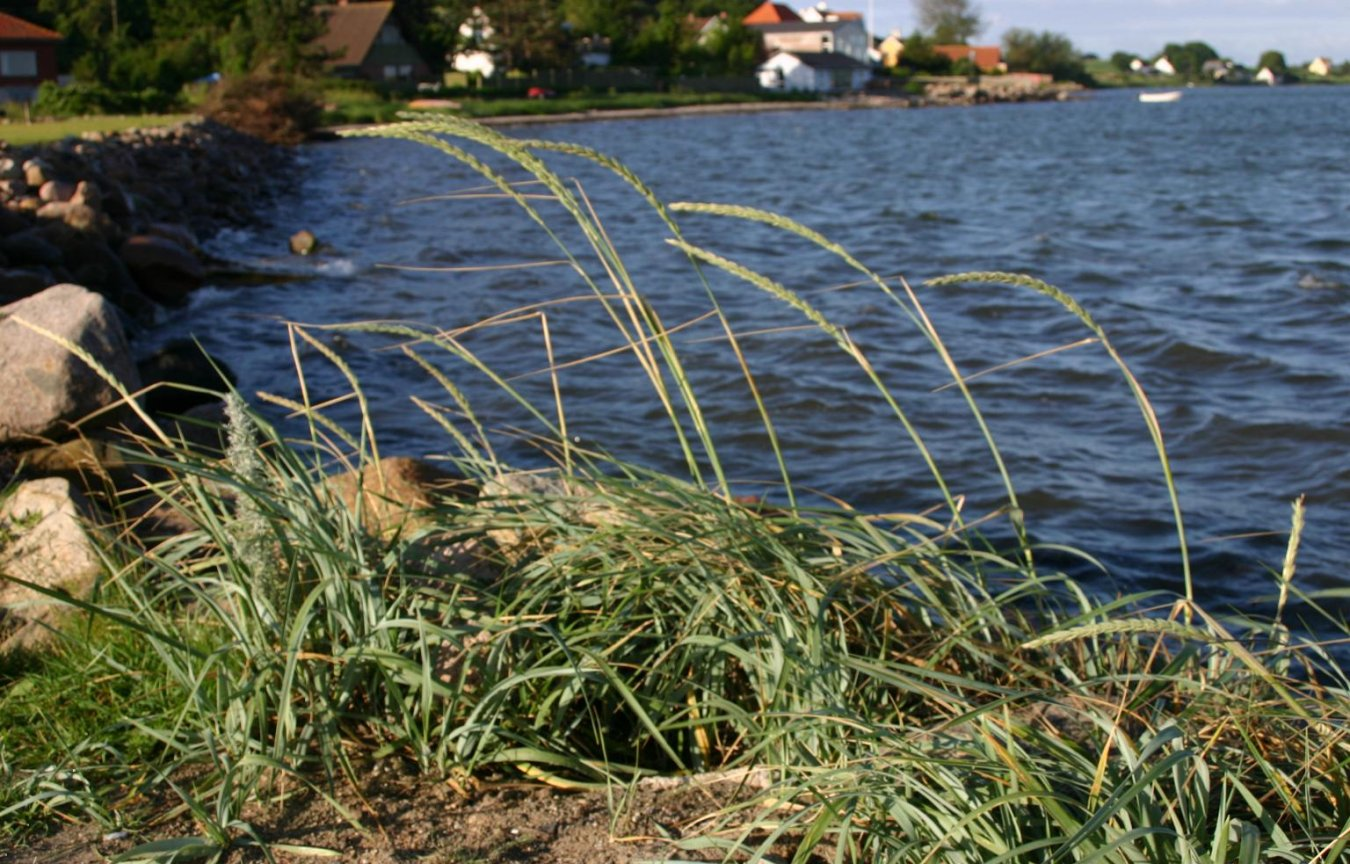
Strandroggen in natürlicher Umgebung

## Vorkommen
Der Strandroggen ist an den Küsten West- und Nordwest-Europas heimisch. In vielen anderen Gebieten wurde er eingeschleppt. Es gibt ursprüngliche Vorkommen in Spanien, Frankreich, Großbritannien, Irland, Island, Belgien, den Niederlanden, Deutschland, Dänemark, Norwegen, Schweden, Finnland, Polen, Litauen, Lettland, Estland, Russland, Ukraine und Griechenland. Nach Euro+Med kommt die Art auch ursprünglich in Italien, Albanien und Belarus vor. In Österreich, Tschechien, Nordamerika und Grönland ist sie ein Neophyt.
In Deutschland ist der Strandroggen an den Küsten von Nord- und Ostsee weit verbreitet. Im Binnenland wird er manchmal angepflanzt.
Er wächst an den Küsten im Bereich des oberen Spülsaums, am Fuß von Steilufern, am Strandwall, auf Dünen und Vordünen. Er ist auch eingebürgert auf den Steinpackungen der Deiche, auf Binnendünen und in den Orten der Geestinseln. Er wächst meist auf lockerem Dünensand. Er ist leicht stickstoffliebend und erträgt Salz. Er ist ein Ausläuferpionier und eine Lichtpflanze. Er wächst zusammen mit den Dünen hoch und befestigt dabei den Sand.
Pflanzensoziologisch ist der Strandroggen eine schwache Assoziationscharakterart der Strandhafer-Weißdünen-Gesellschaften (Elymo-Ammophiletum arenariae) aus dem Verband Elymo-Honkenyion peploidis, kommt aber auch in Gesellschaften des Verbands Ammophilion arenariae vor.

## Krankheiten
Der Strandroggen wird häufig vom Brandpilz Ustilago hypodytes befallen. Auf den Halmen werden keine Ähren mehr gebildet, an ihrer Stelle entstehen dicke Lagen schwarzer Pilzsporen.

## Taxonomie
Der Strandroggen wurde 1753 von Carl von Linné in Species Plantarum. Tomus 1, S. 83 als Elymus arenarius erstbeschrieben. Die Art wurde 1848 von  Christian Ferdinand Friedrich Hochstetter in Flora; oder (allgemeine) botanische Zeitung Band 31 S. 118 als Leymus arenarius (L.) Hochst. in die Gattung Leymus gestellt.

## Trivialnamen
Für den Strandroggen bestehen bzw. bestanden auch die weiteren deutschsprachigen Trivialnamen: Haargras, Helm (Ostfriesland), Helmt (Ostfriesland), Klittag (Sachsen), Rotwettel (Wangerooge), Strandhafer und Strandroggen (Mark Brandenburg).